# 三春バイパス
三春バイパス（みはるバイパス）は、福島県田村郡三春町から田村市に至る国道288号のバイパス道路。

## 概要
三春町中心部での渋滞の解消のため、中心部を避けるよう本線の南側に建設された。この道路の開通によって、磐越自動車道 船引三春ICから三春滝桜や三春ダムなどの観光地、三春市街への利便性が向上した。
田村西部工業団地入口交差点では本線とバイパスが一直線につながっているが、以前は本線が北側にカーブを描く線形であり、バイパス分岐の際に旧道となる本線の線形改良が行われ、鋭角な角を描く交差点ではなく整った形の十字路と作りかえられた。

### 路線データ
- 起点：田村郡三春町字雁木田
- 終点：田村市船引町春山字赤間田

### 道路施設
師範場橋
- 全長：90.0 m
  - 主径間：30.0 m
- 幅員：8.0 m (14.0 m)
- 形式：2径間PCポステンT桁橋
- 竣工：1986年度

三春町字師範場にて三春町道清水永作線を渡る跨道橋である。三春バイパス関連橋梁として1983年度より国道橋梁整備事業として着手された。計画時の名称は三春2号橋。総工費は2億4600万円。
岩之作橋
- 全長：64.0m
  - 主径間：31.5m
- 幅員：6.5(15.0)m
- 形式：2径間鋼連続鈑桁橋
- 竣工：1995年

田村市船引町笹山字岩ノ作に位置する。三春町内の混雑解消を図るため、三春バイパス東側区間の改良に伴い1994年より建設された。総工費は3億2000万円。

## 途中交差する路線
- 福島県道54号須賀川三春線（起点・雁木田南交差点）
- 福島県道144号谷田川三春線（岩田西交差点から東に150 mほど重複）
- 福島県道40号飯野三春石川線（化粧坂交差点）
- 福島県道300号門沢三春線（小滝交差点 - 大平工業団地南交差点の600 mほど重複）
- 国道288号現道（田村西部工業団地入口交差点・三春市街地方面）

- E49 磐越自動車道（船引三春IC）
- 国道288号現道（終点・船引市街地方面）